# Жан Рігаль
Жан Рігаль (фр. Jean Rigal, 12 грудня 1890, Булонь-Біянкур — 5 листопада 1979, Париж) — французький футболіст, що грав на позиції півзахисника за «Гаренн-Коломб» та національну збірну Франції.
По завершенні ігрової кар'єри — тренер.

## Клубна кар'єра
У дорослому футболі дебютував 1908 року виступами за команду «Гаренн-Коломб». 

## Виступи за збірну
1909 року дебютував в офіційних матчах у складі національної збірної Франції.
Загалом протягом чотирирічної кар'єри провів у її формі 11 матчів, забивши 1 гол.

## Кар'єра тренера
Розпочав тренерську кар'єру, повернувшись до футболу після тривалої перерви, 1922 року, увійшовши до тренерського штабу національної збірної Франції.
Пізніше протягом 1949–1956 років був помічником головного тренера національної команди, а 1960 року керував її діями на футбольному турнірі тогорічних Олімпійських ігор, де Франція не подолала груповий етап.
Помер 5 листопада 1979 року на 89-му році життя у Парижі.
| Дата       | Місто        | Господарі | Результат | Гості    | Турнір           | Голи | Примітки |
| ---------- | ------------ | --------- | --------- | -------- | ---------------- | ---- | -------- |
| 09/05/1909 | Брюссель     | Бельгія   | 5 – 2     | Франція  | товариський матч | 1    |          |
| 22/05/1909 | Жантії       | Франція   | 0 – 11    | Англія   | товариський матч | -    |          |
| 03/04/1910 | Жантії       | Франція   | 0 – 4     | Бельгія  | товариський матч | -    |          |
| 16/04/1910 | Брайтон      | Англія    | 10 – 1    | Франція  | товариський матч | -    |          |
| 15/05/1910 | Мілан        | Італія    | 6 – 2     | Франція  | товариський матч | -    |          |
| 01/01/1911 | Мезон-Альфор | Франція   | 0 – 3     | Угорщина | товариський матч | -    |          |
| 23/03/1911 | Париж        | Франція   | 0 – 3     | Англія   | товариський матч | -    |          |
| 09/04/1911 | Париж        | Франція   | 2 – 2     | Італія   | товариський матч | -    |          |
| 23/04/1911 | Женева       | Швейцарія | 5 – 2     | Франція  | товариський матч | -    |          |
| 30/04/1911 | Брюссель     | Бельгія   | 7 – 1     | Франція  | товариський матч | -    |          |
| 28/01/1912 | Париж        | Франція   | 1 – 1     | Бельгія  | товариський матч | -    |          |
| Усього     |              | Матчів    | 11        |          | Голів            | 1    |          |